# Rich & Famous (Accept)
Rich & Famous is een ep van de Duitse metalband Accept. Het album verscheen in 2002.

## Nummers
1. Rich and Famous (3:13) - bonusnummer van de Japanse editie van het album Objection Overruled
2. Breaker (4:07) - demoversie voor het album Breaker
3. Writing on the Wall (4:10) - akoestische versie van het nummer op het album Death Row

## Bezetting
- Udo Dirkschneider - zang
- Wolf Hoffmann en Jörg Fischer - gitaar
- Peter Baltes - basgitaar
- Stefan Kaufmann - drums